# کلاوس ماکلا
کلاوس ماکلا (انگلیسی: Klaus Mäkelä؛ ۱۷ ژانویهٔ ۱۹۹۶ – ) رهبر ارکسترا و نوازنده ویولنسل اهل فنلاند است. وی رهبر اصلی فیلارمونیک اسلو، رهبر موسیقی در ارکستر پاریس و یکی از رهبران اصلی ارکستر سمفونیک سلطنتی است.